# Full Circle (альбом The Doors)
Full Circle (укр. Повне коло) — восьмий студійний альбом американського рок-гурту The Doors, що вийшов у серпні 1972 року.

## Список композицій

### Сторона А
1. «Get Up and Dance» (Крігер, Манзарек) — 2:26
2. «4 Billion Souls» (Крігер) — 3:18
3. «Verdilac» (Крігер, Манзарек) — 5:40
4. «Hardwood Floor» (Крігер) — 3:38
5. «Good Rockin» (Рой Браун) — 4:22

### Сторона Б
1. «The Mosquito» (Денсмор, Крігер, Манзарек) — 5:16
2. «The Piano Bird» (Конрад, Денсмор) — 5:50
3. «It Slipped My Mind» (Крігер) — 3:11
4. «The Peking King and the New York Queen» (Манзарек) — 6:25

## Учасники запису
- Рей Манзарек — клавішні, вокал
- Джон Дензмор — барабани
- Роббі Крігер — соло- й ритм-гітара, вокал

## Чарти
| Чарт (1972)          | Найвища позиція |
| -------------------- | --------------- |
| Billboard Pop Albums | 68              |

| Сингл                                | Рік  | Чарт           | Позиція |
| ------------------------------------ | ---- | -------------- | ------- |
| «The Mosquito» /«It Slipped My Mind» | 1972 | US Hot 100     | 85      |
| «Get Up and Dance» / «Treetrunk»     | 1972 | UK Pop Singles | 84      |